# 菊池仁
菊池 仁（きくち めぐみ 1944年 - ）は、日本の書評家、アンソロジスト。

## 来歴
神奈川県横浜市生まれ。子供の頃は算数が得意で神童と呼ばれていたが徐々に映画・文学に目覚め、小学校五年生のときから近所の貸本屋「一二三堂」に通うようになる（この体験が、後の著書につながる）。
横浜市立桜丘高等学校時代は文芸部に入り、国語の教師だった上総英郎に師事。その他に、「青春の悩みを考える会」（のちに、あすなろ会に改名）などのオルグを開始する。
明治大学文学部日本文学科卒業。明治大学では、映画研究会に入り、後輩の目黒考二と読書仲間になる。大学卒業後（卒論のテーマは「島尾敏雄論」、担任は本多秋五）、ストアーズ社に入社し椎名誠と同僚となる。目黒考二を紹介して、ストアーズ社に入社させ椎名に引き合わせる。のち、椎名、目黒らと「本の雑誌」の創刊に参加。風俗小説・時代小説等の書評を行う。また、時代小説のアンソロジーを編集している。
1995年にストアーズ社を退社してフリーに。第22回大衆文学研究賞受賞。
日本歴史時代作家協会会員。日本歴史時代作家協会賞の選考委員。

## 著書
- 『新宿「伊勢丹」村 顧客の心をとらえた「お買場革命」と21世紀の百貨店戦略』オーエス出版  1997
- 『ぼくらの時代には貸本屋があった―戦後大衆小説考』新人物往来社 2008

## アンソロジー
- 『人情交差点』ベネッセコーポレーション, 1995
- 『仕留め技捕物帳』ベネッセコーポレーション, 1995
- 『江戸職業事情』1-2 ベネッセコーポレーション, 1995
- 『大江戸ホラーコレクション』ベネッセコーポレーション, 1995
- 『奇妙・絶妙・秘剣列伝』ベネッセコーポレーション, 1995
- 『幕藩リストラ事情』ベネッセコーポレーション, 1995
- 『叛逆の系譜』ベネッセコーポレーション, 1995
- 南原幹雄『大江戸職人異聞』勁文社, 1996
- 『幕末剣豪人斬り異聞 佐幕篇』アスキー, 1997
- 『幕末剣豪人斬り異聞 勤皇篇』アスキー, 1997
- 『秘剣舞う』学習研究社, 2002
- 『江戸夢あかり』学習研究社, 2003
- 『江戸夢日和』学習研究社, 2004
- 『江戸浮世風』学習研究社, 2004
- 『江戸宵闇しぐれ』学習研究社, 2005
- 『江戸色恋坂』学習研究社, 2005
- 『菊池仁が選ぶ歴史ノベル集』学習研究社 2007
- 南原幹雄『江戸おんな八景』祥伝社文庫 2011
- 『大江戸万華鏡 美味小説傑作選』学研M文庫 2014
- 『江戸人情短編傑作選　酔いどれ鳶』(宇江佐真理の短編作品集)朝日文庫 2021年10月

## その他
- 別冊本の雑誌①ブックカタログ1000（チャンバラの本）, 1981
- 新橋烏森口青春篇 椎名誠著, 1987.12（文庫版の解説）